# Robert Kwiatkowski (hokeista)
Robert Kwiatkowski (ur. 25 kwietnia 1976) – polski hokeista, reprezentant Polski. 

## Kariera zawodnicza
- Team Gävle (1993-1996)
- Nyköpings HK (1996-1997)
- Unia Oświęcim (1997-2000)
- EC Wilhelmshaven-Stickhausen (2000)
- GKS Tychy (2000-2001)
- EHC Neuwied (2001-2003)
- GKS Tychy (2003-2004)

Wychowanek GKS Tychy. 
Z reprezentacją Polski uczestniczył w turniejach mistrzostwach świata w 1998, 1999, 2000 (Grupa B), 2001 (Dywizja IA)
Karierę zakończył w 2004 z powodu kontuzji. Następnie kształcił się w kierunku fizykoterapii.

## Sukcesy
Reprezentacyjne
- Awans do Grupy A mistrzostw świata juniorów do lat 20 w 1996

Klubowe
- Złoty medal mistrzostw Polski: 1998, 1999, 2000 z Unią Oświęcim
- Brązowy medal mistrzostw Polski: 2004 z GKS Tychy

Indywidualne
- Mistrzostwa Świata Juniorów w Hokeju na Lodzie 1996#Grupa B:
  - Pierwsze miejsce w klasyfikacji asystentów turnieju: 8 asyst[3]
  - Czwarte miejsce w klasyfikacji kanadyjskiej turnieju: 11 punktów
- Ekstraliga polska w hokeju na lodzie (1999/2000)[4]:
  - Pierwsze miejsce w klasyfikacji strzelców w fazie play-off: 11 goli
  - Pierwsze miejsce w klasyfikacji strzelców w całym sezonie: 31 goli